# پارک بلک‌واتر
| بررسی انتقادی | بررسی انتقادی |
| منبع          | رتبه‌بندی      |
| ------------- | ------------- |
| آل‌میوزیک      | [ ۱ ]         |

پارک بلک‌واتر (به انگلیسی: Blackwater Park) پنجمین آلبوم گروه پراگرسیو دث متال سوئدی،اپث، است که در سال ۲۰۰۱ میلادی منتشر شد.

## درباره آلبوم
این آلبوم نخستین همکاری اپث با استیون ویلسون، خواننده و آهنگساز گروه پورکیوپاین تری، به عنوان تهیه‌کننده است که حضورش موجب تغییر محسوسی در سبک موسیقی اپث در این آلبوم شد؛ آکلفردت حضور ویلسون در ضبط این آلبوم را بسیار تاثیرگذار می‌داند. کار بر روی این آلبوم از اوت ۲۰۰۰ آغاز شد و گروه تنها سه بار پیش از ورود به استودیوی ضبط به تمرین قطعات پرداخت.
آلبوم پس از انتشارش در ایالات متحده آمریکا و بریتانیا نتوانست در چارت قرار بگیرد و تا مه ۲۰۰۸ ۹۳،۰۰۰ نسخه از آن در ایالات متحده بفروش رفت.

## فهرست آهنگ‌ها
1. «The Leper Affinity» — ۱۰:۲۳
2. «Bleak» — ۹:۱۶
3. «Harvest» — ۶:۰۱
4. «The Drapery Falls» — ۱۰:۵۴
5. «Dirge for November» — ۷:۵۴
6. «The Funeral Portrait» — ۸:۴۴
7. «Patterns in the Ivy» — ۱:۵۳
8. «Blackwater Park» — ۱۲:۰۸
9. «Still Day Beneath the Sun» — ۴:۳۴ (نسخه بازنشر)
10. «Patterns in the Ivy II» — ۴:۱۲ (نسخه بازنشر)

تک‌آهنگ‌ها
- "The Drapery Falls"
- "Still Day Beneath the Sun"